# Consolidated Canal (Arizona)
Consolidated Canal ist ein Kanal im Maricopa County im US-Bundesstaat Arizona, er befindet sich im südöstlichen Ballungsraum der Großstadt Phoenix (Arizona).
Der Western Canal sammelt einige Bäche, die ursprünglich im Salt River endeten, und leitet dieses Wasser in nördlicher Richtung ab. Das ursprünglich als Bewässerungskanalsystem für landwirtschaftliche Zwecke errichtete Kanalnetz verzweigt sich südlich der Stadt Mesa: ein westlicher Zweig bleibt als Western Canal erhalten, der östliche Zweig bildet den etwa 12 km langen Consolidated Canal, davon abgeleitete kleinere Bewässerungskanäle wurden dem Straßen- und Siedlungsausbau geopfert.
Der Consolidated Canal führt in einem weiten Bogen durch die Stadt Mesa und wird an einem Wehr nördlich des Stadtzentrums (nahe der East Brown Road) geteilt.
Der westliche Teil wird (bei Google Maps) noch einige Straßenblocks als Consolidated bezeichnet, in der County-Karte aber mit Tempe Canal, und dieser Zweig wird  südlich folgend wieder mit Western Canal bezeichnet. Der nördlich abfließende Zweig vereinigt alle von Südosten kommenden Bewässerungskanäle (Southern Canal, Roosevelt Canal und Eastern Canal) und mündet in den Salt River.
Der Consolidated Canal  wurde im Jahre 1891 erbaut durch Dr. A. J. Chandler und seine vereinigte Canal Company. Weil der Kanal während einer der trockensten Perioden in der Geschichte des Salt River erbaut wurde, standen seine Inhaber Versorgungsmaterial-Problemen gegenüber. Die tiefste Stelle liegt bei 7 Meter. Die Verhandlungen zum Kaufen des vereinigten Kanals fingen 1907 an. Er wurde im November 1908 für $187.000 an die Regierung verkauft.
Fast jährlich kam es infolge von Starkniederschlägen und des geringen Gefälles in den angrenzenden Stadtteilen zu Hochwasserereignissen.